# Mary Edwards (Astronomin)
Mary Edwards (* um 1750; † September 1815) war eine englische Astronomin.

## Leben
Edwards war die einzige Frau unter anderen Rechnern (1765 bis 1811 etwa 35), die vom Bureau of Longitudes unter Oberaufsicht des Royal Astronomer Nevil Maskelyne für die Berechnung des Nautical Almanac bezahlt wurden. Zunächst stellte sie die Berechnungen unter dem Namen ihres Ehemanns, des Geistlichen John Edwards in Shropshire, an (Nautical Almanach von 1773 bis 1784). Als dieser starb, bewarb sie sich erfolgreich bei Maskelyne darum dies fortzusetzen, um sich und ihre Töchter zu unterstützen. Sie war sehr zuverlässig und erledigte später rund die Hälfte der gesamten Rechenarbeit für den Almanach (der Rest verteilte sich auf drei oder vier andere) und sie unterrichtete auch andere Rechner für die Beteiligung an dem Projekt. Beim Tod von Maskelyn 1811 wurde ihr Anteil zwischenzeitlich zurückgefahren, sie machte aber erfolgreich eine Eingabe für höhere Bezahlung, erhielt aber nicht die alte Position eines Nautical Almanac Comparer zurück, den sie einige Jahre unter Maskelyne innehatte. Nach ihrem Tod 1815 setzte ihre Tochter Eliza die Rechenarbeit fort. 1832 endete das, da in diesem Jahr die Arbeit am Almanach zentralisiert wurde und Heimarbeiter wegfielen.
Sie wird von Jérôme Lalande in seiner Astronomie des dames (zuerst 1785) als Beispiel für Astronominnen erwähnt.
2009 wurde der Asteroid (12627) Maryedwards nach ihr benannt.